# Barnet (CDP w Vermont)
Barnet – jednostka osadnicza w Stanach Zjednoczonych, w stanie Vermont, w hrabstwie Caledonia.